# Катулевский, Алексей Юрьевич
Алексей Юрьевич Катулевский (род. 19 декабря 1978, Фрунзе) — киргизский боксёр, представитель полутяжёлой весовой категории. Выступал за сборную Кыргызстана по боксу в конце 1990-х — начале 2000-х годов, обладатель бронзовой медали Азиатских игр, участник летних Олимпийских игр в Сиднее. Мастер спорта Киргизской Республики международного класса. Тренер по боксу.

## Биография
Алексей Катулевский родился 19 декабря 1978 года в городе Фрунзе Киргизской ССР. Здесь начал заниматься боксом.
Впервые заявил о себе на международном уровне в сезоне 1999 года, когда вошёл в состав киргизской сборной и выступил на чемпионате Азии в Ташкенте — в зачёте полутяжёлой весовой категории дошёл до стадии четвертьфиналов, уступив по очкам представителю Узбекистана Сергею Михайлову.
В 2000 году на азиатском олимпийском квалификационном турнире в Бангкоке сумел дойти до финала и тем самым получил право выступить на летних Олимпийских играх в Сиднее. На Олимпиаде в категории до 81 кг благополучно преодолел своего первого соперника, со счётом 11:2 взял верх над кенийцем Джорджем Одиндо, однако в 1/8 финала досрочно проиграл французу Жону Дови.
В 2001 году отметился выступлением на чемпионате мира в Белфасте, где в 1/8 финала полутяжёлого веса был побеждён представителем Барбадоса Шоном Коксом.
В 2002 году на Азиатских играх в Пусане завоевал бронзовую награду, уступив в полуфинале узбеку Икрому Бердиеву.
За выдающиеся спортивные достижения удостоен почётного звания «Мастер спорта Киргизской Республики международного класса».
Окончил Киргизский государственный институт физической культуры.
Впоследствии постоянно проживал в Сочи, работал тренером по боксу в сочинской Спортивной школе олимпийского резерва № 3.